# Сованде, Боде
Олуфела Обафунмилайо «Фела» Сованде (англ. Fela Sowande, йоруба Olufęlá Şowándé ; 29 мая 1905, Ойо — 13 марта 1987, Равенна (Огайо), США) — нигерийский музыкант, органист, композитор, музыковед
, музыкальный педагог, дирижёр. Считается отцом современной нигерийской академической музыки.

## Биография
Вождь. Родился в семье священника, одного из зачинателей нигерийской церковной музыки. В детстве пел в церковном хоре. Учился в King’s College в Лагосе, затем с 1934 г. — в Лондонском университете и Музыкальном колледже Тринити. Во время Второй мировой войны (1939—1945) служил в Королевских ВВС Великобритании.
Как композитор дебютировал в 1944 году («Африканская сюита» для струнных инструментов). С 1945 по 1952 года был известным органистом и хормейстером в Западно- Лондонской миссии методистской церкви, к этому периоду относится значительное количество написанной им органной музыки.
В 1953 г. вернулся на родину, работал музыкальным руководителем Нигерийской радиовещательной корпорации и музыкальным педагогом.
В 1961 г. выступил как дирижёр в США, давал концерты из собственных музыкальных сочинений в «Карнеги-холл»). С 1961 года преподавал музыкально-теоретические и музыкально-исторические дисциплины в Университетском колледже Ибадана.
В своём творчестве обращался к традициям народа йоруба, сочетая фольклорный материал с современными западноевропейскими принципами композиции.
Среди сочинений (1957-72) — «Нигерийская народная симфония», симфония «Свобода» (посвящённая провозглашению независимости Нигерии), пьесы «Радостный день» и «Ностальгия» для оркестра, поэма «Акинла» для хора с оркестром, Gloria для органа.
ЮНЕСКО выпущены 2 грампластинки с записью 48 образцов нигерийской традиционной музыки, отобранных Сованде.
Автор ряда музыковедческих работ, посвящённых музыке Африки, в том числе «The role of music in traditional African society» (в сб.: «African Music. Meeting in Yaounde. Cameroon, 23-27 February, 1970», P., 1970).
В 1968 году преподавал в Университете Говарда в Вашингтоне, затем в Университете Питтсбурга. В последние годы своей жизни Сованде преподавал на кафедре панафриканских исследований Кентского государственного университета и жил в соседней Равенне, штат Огайо. Умер в доме для престарелых. 

## Избранные сочинения
- Six Sketches for Full Orchestra
- African Suite
- Africana
- Snow-Capped Kilimanjoro
- Six African Melodies for Western Instruments
- Valse Galante
- Koronga
- An Evening Procession